# Väsman runt

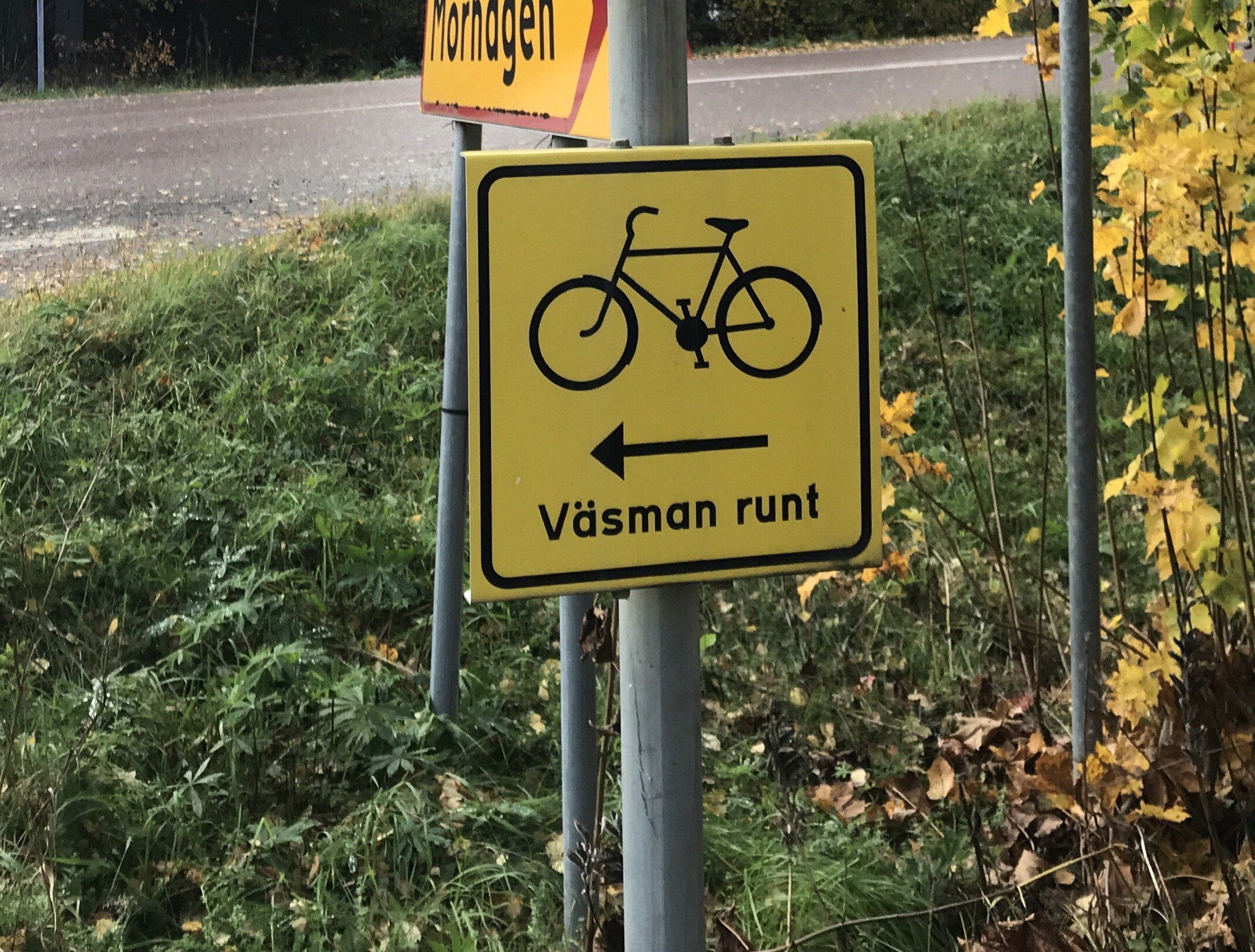

Väsman runt är en 45,6 km lång cykelled runt sjön Väsman i Ludvika kommun. Leden går främst på nedlagd järnväg, ombyggd till cykelväg, på mindre vägar samt på riksväg 66/länsväg 245.

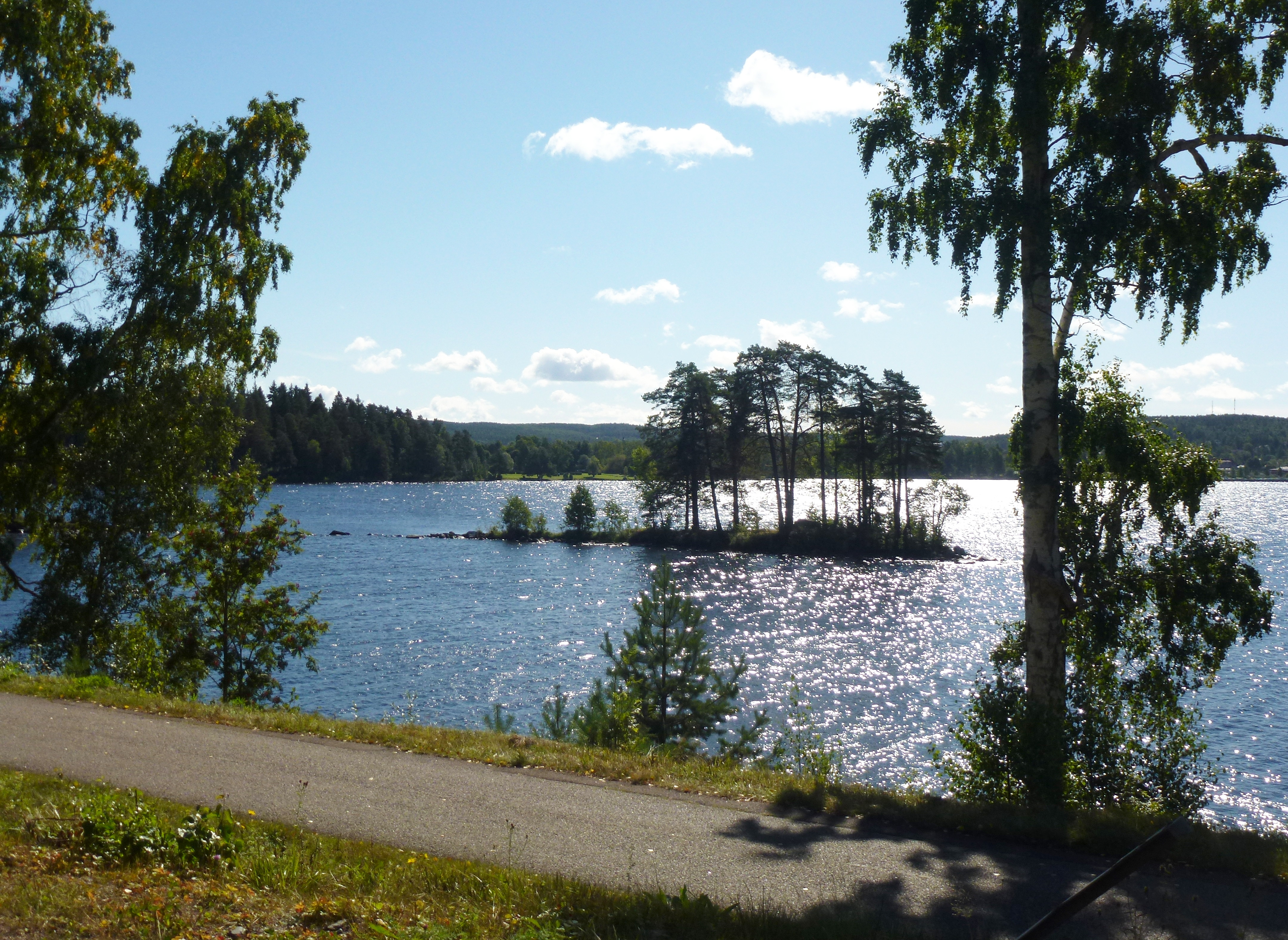
Väsman Kaffeholmen 2013

Orter som passeras är (räknat medurs):
Ludvika, Blötberget, Saxdalen, Sunnansjö och Sörvik.